# 阿波DANCE
『阿波DANCE』（あわだんす）は、2007年8月18日に渋谷アミューズCQN【先行】、8月25日（土）より全国公開された青春映画である。撮影時点における作品名はAWA DANCEであったが、後に変更された。ポスターや撮影に使用されている制服は、撮影が行われた徳島県立鳴門高等学校の実際の制服である。

## 梗概
徳島県鳴門市を舞台に、阿波踊り部所属の男子生徒・コージと、東京から転校してきたヒップホップのダンスが得意な女子高生・茜が、踊りを通じて交流を深め、2つの踊りを融合させた「阿波DANCE」を踊る。

## キャスト
- 川村（黒澤）茜 - 榮倉奈々
- 立智花孝治（コージ） - 勝地涼
- 富田幸正（ユッキー） - 北条隆博
- 松浦和史（カズ） - 橋本淳
- 杉浦穣（ミノル） - 尾上寛之
- 湯川尚三 - 岡田義徳
- 田丸さやか - 星野亜希
- 川村宗助（茜の祖父） - 笑福亭松之助
- 川村恭子（茜の母） - 高樹沙耶
- 立智花孝雄（伝説の天水、コージの父） - 高橋克実
- 貝原正（鳴門西高校校長） - 久保晶
- 西山弘毅（うずしお食堂店主） - CO-KEY

## スタッフ
- 監督：長江俊和
- プロデュース：森谷雄、西前俊典
- 脚本：大野敏哉
- 音楽プロデューサー：堀正明
- 音楽：海田庄吾
- AWA DANCE Choreographer：KABA.ちゃん
- AWA DANCE Music：CO-KEY
- 挿入歌作曲：KSKtheONE／BiARD【Change the mind】
- 協力：徳島県／鳴門市
- 特別協力：ローソン
- 配給・宣伝：CKエンタテインメント（キュービカル・エンタテインメント）、アットムービー
- 企画・原案・製作プロダクション：アットムービー
- 製作：「阿波DANCE」Film Partners

## 主題歌
- 『survival dAnce'07』（1994年に発売されたTRFの「survival dAnce～no no cry more～」の2007年バージョン） - 
唄：TRF　作詞・作曲：小室哲哉

## ロケ地
- 徳島県立鳴門高等学校
- 小鳴門海峡
- 大毛島
- 亀浦港
- 香川県高松市のライブハウス
- 池谷駅
- 鳴門親水公園
- 鳴門駅付近踏み切り
- 池谷駅～勝瑞駅の線路付近
- 大衆食堂うずしお
- 山上病院
- 大塚国際美術館